# Oberea angustata
Oberea angustata är en skalbaggsart som beskrevs av Maurice Pic 1923. Oberea angustata ingår i släktet Oberea och familjen långhorningar. Inga underarter finns listade i Catalogue of Life.